# Interior gateway protocol
Interior gateway protocol (amb acrònim anglès IGP) és un tipus de protocol d'enrutament emprat per intercanviat informació d'enrutament entre passarel·les (normalment encaminadors o ruters) dintre d'una sistema autònom (una sistema autònom és un grup de xarxes i passarel·les que tenen la responsabilitat d'una autoritat administrativa). Es defineixen les següents recomanacions RFC 3906, RFC 3785, RFC 3906, RFC 1371.

## Tipus d'IGP

### Protocol de vector de distàncies
- Utilitza l'algorisme de Bellman-Ford, on cada node no té informació sobre la topologia general de la xarxa. Presenten l'inconvenient d'una convergència lenta.
- Exemples : 
  - Routing Information Protocol (RIP, RIPv2, RIPng).
  - Interior Gateway Routing Protocol.

### Link-state routing protocol
- Cada node té la informació completa de la topologia de la xarxa. Llavors cada node calcula el millor camí per a cada destinació dintre de la xarxa.
- Exemples :
  - OSPF (Open Shortest Path First).
  - IS-IS (Intermediate system to intermediate system).